# Estado Libre de Mariquita
El Estado Libre de Mariquita fue una entidad administrativa y territorial de las Provincias Unidas de la Nueva Granada. Comprendía el territorio de la provincia neogranadina homónima en 1810.

## Historia
Entre 1807 y 1808 las tropas francesas al mando de Napoléon Bonaparte invadieron a España y este nombró rey a su hermano José Bonaparte como regente de dicho reino. Es así como España vivió su propia guerra de independencia contra Francia entre 1808 y 1814, momento que aprovecharon sus colonias para reclamar su derecho a ejercer un autogobierno.
El 22 de diciembre de 1814 se proclamó en la ciudad de Honda la independencia de la Provincia de Mariquita. La Convención Constituyente del Estado Libre de Mariquita se reunió el 3 de marzo de 1815 en el Palacio de la Convención (Mariquita) con el fin de redactar su Constitución, la cual fue expedida el 21 de junio y sancionada el 4 de agosto de ese mismo año. Dicha Convención declaró que la Provincia de Mariquita sería independiente de España, de Cundinamarca o de cualquiera otro Gobierno que no fuere elegido popular y legítimamente por los pueblos. Se eligió a José León Armero Racines (nacido en Mariquita el 19 de marzo de 1775), como el presidente del Estado. En tanto, el nuevo gobernador y capitán general del Virreinato de Nueva Granada, Francisco Montalvo Ambulodi se posesionó de su cargo el 30 de mayo de 1813, siendo ascendido a virrey el 28 de abril de 1816.
Entre los primeros actos de Armero en su cargo se encuentra el establecimiento de escuelas en Honda, Mariquita, Ibagué, Ambalema y El Espinal. También estableció alumbrado público con faroles en Honda y en las capitales de los cantones de la Provincia.
De los primeros actos del Gobierno Federal, una vez se instaló en Bogotá después de estar aposentado en Tunja, fue mandar a Honda en enero de 1815, a las órdenes del Comandante venezolano Alcántara, unos cuantos españoles para deportarlos a través del puerto de Cartagena; de ellos Alcántara fusiló a dieciséis, y por su parte el gobernador Armero hizo fusilar al capuchino fray Pedro Corella (que había atentado contra la vida de Bolívar en Cúcuta en 1813) y a los españoles Infiesta, Martínez, Portilla, Bartolomé Fernández, Juan Calvo, Francisco Serrano, Joaquín Gómez, José Zapatero y Emeterio Bernal, y condenó a los demás deportados a destierro. Los restos de esos fusilados los exhumaron los realistas en 1818.
Durante el período entre 1811 y 1815 el Estado se enfrentó en numerosas batallas contra las fuerzas españolas, siendo vencedoras en Simití (1812). Sin embargo el 10 de mayo de 1816 José Donato Ruiz de Santacruz llegó con tropas de la reconquista a la plaza de Honda, y recibió la capitulación de manos de Juan Lerchundi.